# لوئیجی اسکاتینی
لوئیجی اسکاتینی (ایتالیایی: Luigi Scattini؛ ۱۷ مهٔ ۱۹۲۷ – ۱۲ ژوئیهٔ ۲۰۱۰) یک کارگردان فیلم اهل ایتالیا بود.
از فیلم‌هایی که وی در آن‌ها نقش داشته‌است، می‌توان به دختری با جلد ماه و عشق بدوی اشاره نمود.
اسکاتینی در رشته حقوق فارغ التحصیل شد. سپس کار خود را به عنوان روزنامه‌نگار و منتقد فیلم برای چندین مجله هفتگی مانند مجلات جنته و اوجی آغاز کرد. در دهه ۱۹۶۰ او به عنوان کارگردان فیلم‌های زودگذر و مستندهای جهانی وارد صنعت سینما شد. او همچنین چندین فیلم بلند را کارگردانی کرد؛ از جمله کمدی جنگ به سبک ایتالیایی با بازیگری باستر کیتون. او همچنین به عنوان تهیه‌کننده، تدوین‌گر و مدیر دوبلاژ فعالیت داشت. او پدر مونیکا اسکاتینی بازیگر بود.